# Famille De Brouckère
Ne doit pas être confondu avec Famille de Brouckère.
Pour les articles homonymes, voir De Brouckère.
La famille De Brouckère, originaire de Roulers, qui a des liens de parenté éloigné avec la famille noble de Brouckère qui a donné un bourgmestre à Bruxelles, est une famille d'hommes politiques du parti ouvrier belge (socialiste) et de scientifiques belges.

## Membres de cette famille
À cette famille appartiennent :
- Florence De Brouckère[2], née Florence Tant, veuve de Gustave De Brouckère et amie[3] d'Élisée Reclus, qui firent édifier l'Hôtel De Brouckère.

- Louis De Brouckère

- Lucia de Brouckère

## Lieux rappelant la mémoire de cette famille
- Hôtel De Brouckère, hôtel de maître à Bruxelles.

## Pour approfondir